# 錫特卡鎮區 (克拉克縣)
錫特卡鎮區（英語：Sitka Township）為位在美國堪薩斯州克拉克縣的鎮區。2010年美国人口普查中該鎮區人口有63人。

## 地理
錫特卡鎮區涵蓋面積446.16平方（172.26平方英里），境內無城鎮設立。

### 溪流
通過此鎮區的溪流有：
- 貝爾溪（Bear Creek）
- 戴溪（Day Creek）
- 斯內克溪（Snake Creek）
- 斯普林溪（Spring Creek）

### 機場
- 舒佩機場（Shupe Airport）

## 人口統計
根據2010年美國人口普查，錫特卡鎮區人口有63人，人口密度為0.14人/平方公里。種族方面，95.24%為白人；0%為非裔美洲人；0%為美洲原住民；4.76%為亞洲人；0%為太平洋島民；0%為其他種族；另外有0%為兩個或以上的種族。而西班牙裔美國人或拉丁美洲人佔該鎮區人口的0%。

## 外部連結
- USGS Geographic Names Information System (GNIS) （页面存档备份，存于）
- US-Counties.com
- City-Data.com （页面存档备份，存于）